# ميليسا براون
ميليسا براون (بالإنجليزية: Melissa Brown)‏ هي فنانة أمريكية، ولدت في 1974.